# Anti-Obscenity Enforcement Act
Anti-Obscenity Enforcement Act er en kontroversiel amerikansk lov der forbyder salget af sexlegetøj i staten Alabama. Loven blev vedtaget i 1998 og har sidenhen været mål for adskillige retssager.